# Antônio Ribeiro de Oliveira
Antônio Ribeiro de Oliveira (* 10. Juni 1926 in Orizona; † 28. Februar 2017 in Goiânia) war ein brasilianischer Geistlicher und römisch-katholischer Erzbischof von Goiânia.

## Leben
Antônio Ribeiro de Oliveira empfing am 2. April 1949 die Priesterweihe im Mariana (MG).
Papst Johannes XXIII. ernannte ihn am 25. August 1961 zum Titularbischof von Arindela und zum Weihbischof in Goiânia. Der Erzbischof von Goiânia, Fernando Gomes dos Santos, spendete ihm am 29. Oktober desselben Jahres die Bischofsweihe; Mitkonsekratoren waren Abel Ribeiro Camelo, Bischof von Goiás, und José Lázaro Neves CM, Bischof von Assis. Antônio Ribeiro de Oliveira war Teilnehmer der letzten Sitzungsperiode des Zweiten Vatikanischen Konzils. Er war Apostolischer Administrator von Goiás von 1966 bis 1967 und Apostolischer Administrator von Itumbiara von 1972 bis 1973.
Papst Paul VI. ernannte ihn am 19. Dezember 1975 zum Bischof von Ipameri. Am 23. Oktober 1985 wurde er  durch Papst Johannes Paul II. zum Erzbischof von Goiânia ernannt. Er war Präsident der Region  Mittlerer Westen der CNBB (1987–1991). Am 8. Mai 2002 nahm Johannes Paul II. sein altersbedingtes Rücktrittsgesuch an.
Antônio Ribeiro de Oliveira starb an den Folgen eines Herzinfarktes; er war zudem Diabetiker. Er war in der Bevölkerung sehr beliebt und für sein Engagement, Selbstlosigkeit und Arbeit für die Menschen bekannt. Die Landesregierung verhängte eine dreitägige Staatstrauer im Bundesstaat Goiás.

## Schriften
- Johannes Paul II., StaPress 2012